# Бёльке, Гельмут
Гельмут Бёльке (нем. Hellmuth Böhlke; 7 февраля 1893 — 8 апреля 1956) — немецкий военачальник, генерал-лейтенант вермахта, командующий 334-й пехотной дивизией во время Второй мировой войны. Кавалер Рыцарского креста Железного креста с Дубовыми листьями, высшего ордена нацистской Германии. Взят в плен британскими войсками в апреле 1945 года. Отпущен из плена в 1947 году.

## Награды
- Железный крест (1914)
  - 2-го класса (12 октября 1915)
  - 1-го класса (20 июля 1916)
- Нагрудный знак «За ранение»
  - в чёрном
- Почётный крест ветерана войны (10 декабря 1934)
- Медаль «В память 13 марта 1938 года»
- Железный крест (1939)
  - 2-го класса (19 сентября 1939)
  - 1-го класса (9 ноября 1939)
- Германский крест
  - в золоте (27 октября 1941)
- Медаль «За зимнюю кампанию на Востоке 1941/42» (28 июля 1942)
- Рыцарский крест Железного креста с Дубовыми листьями
  - Рыцарский крест (24 сентября 1942)
  - Дубовые листья (25 января 1945)
- Дважды упоминался в Вермахтберихте (29 июня 1944 и 24 сентября 1944)